# Olga Barbasiewicz
Olga Anna Barbasiewicz (ur. 21 lutego 1985 w Warszawie) – polska politolożka i japonistka, doktor habilitowana nauk społecznych w zakresie nauk o polityce, specjalizująca się w polityce zagranicznej Japonii oraz w relacjach polsko-japońskich. Badaczka polityki polskiego rządu wobec żydowskich uchodźców w czasie II wojny światowej ze szczególnym uwzględnieniem roli ambasadora Tadeusza Romera; wykładowczyni na Wydziale Stosunków Międzynarodowych i Politycznych Uniwersytetu Jagiellońskiego.

## Życiorys

### Wykształcenie
W 2007 roku otrzymała tytuł licencjata kulturoznawstwa w zakresie japonistyki w Zakładzie Japonistyki i Koreanistyki Uniwersytetu Warszawskiego. W 2008 ukończyła studia podyplomowe w zakresie polityki i kultury w krajach Azji i Afryki w Zakładzie Studiów Pozaeuropejskich Polskiej Akademii Nauk. W latach 2008–2009 w ramach japońskiego stypendium rządowego JASSO studiowała stosunki międzynarodowe na japońskim Uniwersytecie Tsukuba pod kierunkiem prof. Kazuko Kojimy. W 2009 uzyskała tytuł magistra kulturoznawstwa w zakresie japonistyki (promotor – prof. Ewa Pałasz-Rutkowska) na Uniwersytecie Warszawskim. W latach 2009–2011 studiowała nauki polityczne w Szkole Wyższej Psychologii Społecznej (obecnie SWPS Uniwersytet Humanistycznospołeczny), uzyskując tytuł magistra (promotor – prof. Bogdan Grzeloński). W 2015 obroniła pracę doktorską Pomniki i miejsca pamięci a relacje międzynarodowe. Przykład Japonii i Stanów Zjednoczonych – perspektywa japońska na Wydziale Nauk Historycznych i Społecznych Uniwersytetu Kardynała Stefana Wyszyńskiego (promotor – prof. Klaus Ziemer). W trakcie studiów odbyła staże naukowe i badawcze, m.in. w Centrum Badań Historycznych Polskiej Akademii Nauk w Berlinie, Instytucie Japonistyki Wolnego Uniwersytetu Berlińskiego, Kyoritsu Women University, Uniwersytetu Waseda, Ritsumeikan University. 
23 września 2024 r. na podstawie dorobku naukowego oraz rozprawy Ocaleni w Azji Wschodniej. Działalność państwa polskiego w latach 1940-1945 na rzecz obywateli RP – uchodźców w Japonii i Szanghaju uzyskała na Uniwersytecie SWPS stopień doktora habilitowanego nauk społecznych w dyscyplinie nauk o polityce i administracji.  

### Praca zawodowa
W latach 2012–2016 asystentka/adiunktka w Instytucie Kultur Śródziemnomorskich i Orientalnych PAN, a w latach 2014–2016 wykładowczyni w Instytucie Socjologii UKSW. Od 2016 asystentka/adiunktka w Instytucie Bliskiego i Dalekiego Wschodu na Wydziale Stosunków Międzynarodowych i Politycznych Uniwersytetu Jagiellońskiego. Brała udział w wymianach w ramach programu Erasmus+ na Károli Gáspár University Kościoła Reformowanego na Węgrzech, Uniwersytecie Szawelskim i Uniwersytecie Karola w Pradze. 
Badawczo skupia się na polityce zagranicznej i relacjach międzynarodowych, ze szczególnym naciskiem na politykę zagraniczną Japonii, politykę pamięci w relacjach japońsko-koreańskich, ze szczególnym uwzględnieniem sojuszu tych państw ze Stanami Zjednoczonymi, oraz na relacje polsko-japońskie. Bada politykę polskiego rządu wobec żydowskich uchodźców w czasie II wojny światowej ze szczególnym uwzględnieniem roli ambasadora Tadeusza Romera. 

### Działalność dodatkowa
W latach 2010–2013 Prezes Klubu Byłych Studentów Uczelni Japońskich w Polsce. W okresie 2013–2014 oraz 2016 sekretarz redakcji i redaktor tematyczny Acta Asiatica Varsoviensia. Kuratorka wystawy oraz publikacji Ambasador RP w Japonii Tadeusz Romer i żydowscy uchodźcy wojenni na Dalekim Wschodzie, przygotowanej w okresie 2018–2019 dla Instytutu Polskiego w Wilnie, prezentowanej w Kownie, Wilnie, Rakiszkach, Kłajpedzie, Olicie, Tokio, Tsurudze, Taurogach. 

## Wyróżnienia
- 2018: Stypendium Ministra Nauki i Szkolnictwa Wyższego dla Wybitnych Młodych Naukowców na lata 2018–2021[9]

## Wybrane publikacje
- Is There A Universal Pattern for Reconciliations? Successes And Failures Of European And Asian Reconciliation as a Tool for the Balkans? w: Security Challenges And The Place Of The Balkans And Serbia In A Changing World (red. Ana Jović-Lazić, Alexis Troude), Belgrad: Faculty of Security Studies at the University of Belgrade, 2020, ISBN 978-86-7067-275-8,
- Polish Jews—War Refugees in Japan and Shanghai. Striving Towards Normality in Abnormal Times, w: Conventions, quotas, refugees: European Jews in 1938–1945 (red. Linas Venclauskas), Wilno: "Versus" Publishers, 2020,
- The Membership Of Jewish Refugees From Poland In Political Organisations In Wartime Shanghai (1941–1942): Analysis Of Polish Diplomatic Documentation, (razem z Agnieszką Pawnik), Studia Polityczne, tom 48, nr 3 (2020),
- Security dilemmas and challenges in 21st century Asia (red. razem z Marcinem Grabowskim i Ewą Trojnar), Berlin: Peter Lang GmbH, 2020, ISBN 978-3-631-80820-7,
- Kwestia przepływu środków finansowych dla polskich Żydów, uchodźców wojennych w Szanghaju: działalność polskiego rządu na uchodźstwie (razem z Agnieszką Pawnik), Studia nad Totalitaryzmami i Wiekiem XX. Tom 3, 2019,
- Ambasador RP w Japonii Tadeusz Romer i żydowscy uchodźcy wojenni na Dalekim Wschodzie, Wilno: Instytut Polski w Wilnie, 2019, ISBN 978-609-95108-1-1,
- East Asia – European Union relations : the case of Japan and South Korea in the last decade, w: Perceptions of the European Union’s identity in international relations (red. Anna Skolimowska), Londyn: Routledge, 2018, ISBN 978-1-351-00562-3,
- Hidden memory and memorials : the Monument in Memory of the Korean Victims of the Atomic Bomb and the Remembrance of Korean Victims, Polish Political Science Yearbook vol. 48 (2), 2019,
- Postwar reconciliation in Central Europe and East Asia : the case of Polish-German and Korean-Japanese relations (redaktor), Berlin: Peter Lang GmbH, 2018, ISBN 978-3-631-74953-1